# Minden-Ravensberg

Lage in Deutschland

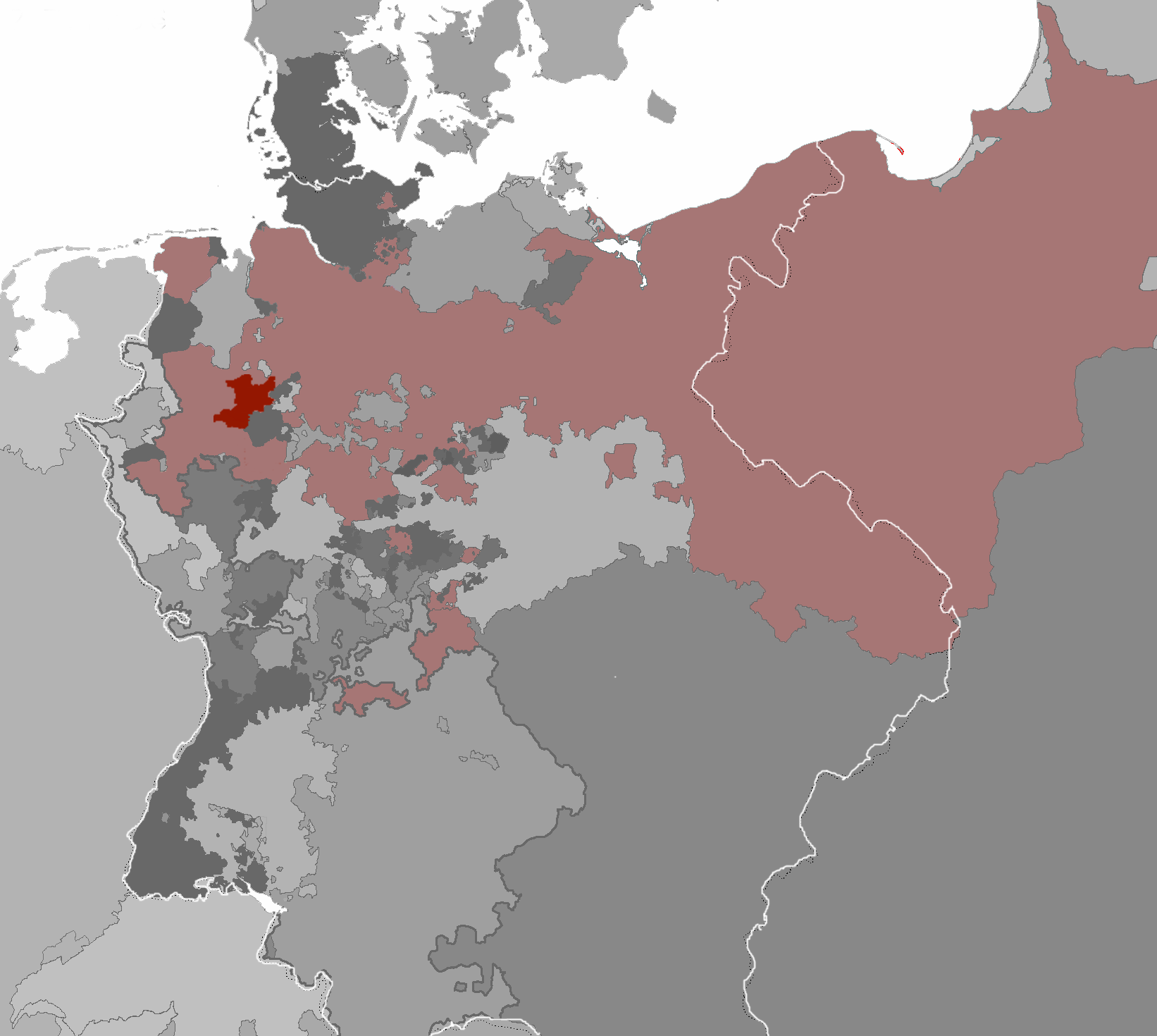
Lage von Minden-Ravensberg in Preußen 1806

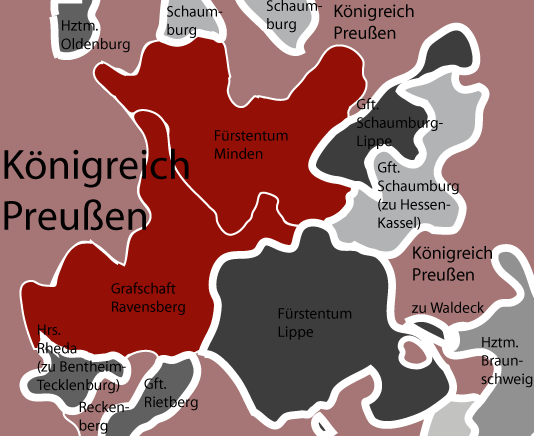
Minden-Ravensberg und Nachbarterritorien im Jahr 1806

Minden-Ravensberg war eine von 1719 bis 1807 bestehende preußische Verwaltungseinheit im nordöstlichen Westfalen. Sie fasste die Reichsterritorien Fürstentum Minden und Grafschaft Ravensberg zusammen. Verwaltungssitz war Minden, größte Stadt und wirtschaftliches Zentrum Bielefeld. Der Begriff war bis ins 20. Jahrhundert, und ist vereinzelt bis heute, als Regionalbezeichnung für das nördliche Ostwestfalen lebendig.

## Geografie

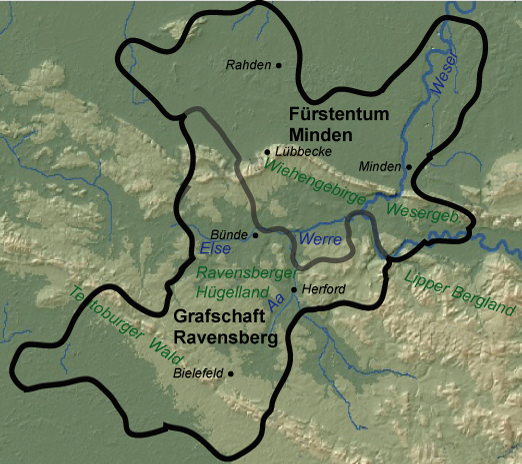
Geographie

Innerhalb Preußens bildete Minden-Ravensberg im 18. Jahrhundert eines der in Westdeutschland abseits der Kernlande isoliert liegenden, kleineren Territorien (wie etwa Kleve, Mark und Tecklenburg). Nachdem Preußen diese Besitzungen 1815 arrondieren konnte, lag das Gebiet im Nordosten der neugebildeten Provinz Westfalen. Gegenwärtig verteilt es sich auf die nordrhein-westfälischen Kreise Gütersloh (nördliches Drittel), Herford, Minden-Lübbecke und die Stadt Bielefeld.
Naturräumlich hatte es im Norden am Norddeutschen Tiefland (Mindener Land), zentral an der Ravensberger Mulde (Ravensberger Land) und im Süden an der Emssandebene Anteil.
Im Jahre 1806 hatte Minden-Ravensberg eine Fläche von 2.113 km² und 1800 160.301 Einwohner. Seine Nachfolgekreise ab 1815 (deren Zahl und Zuschnitt Veränderungen unterworfen war, welche aber bis 1969 die historischen Grenzen Minden-Ravensbergs nicht betrafen) umfassten zusammen circa 2.170 km² und zählten im Jahre 1910 478.749 Einwohner, 1969 ca. 927.400 Einwohner.

## Geschichte

Gliederung um 1801 (Fürstabtei Herford) noch eigenständig

Die Reichsterritorien Ravensberg (nebst der Stadt Herford) und Minden waren im 17. Jahrhundert an die Kurfürsten von Brandenburg gelangt. Die brandenburgischen Herrscher, die seit 1701 Könige in Preußen waren, bemühten sich, ihren zwischen Niederrhein und Ostpreußen verstreuten Territorialbesitz zu einem einheitlichen Staatswesen zusammenzuschweißen und umfassend zu modernisieren. In diesem Zusammenhang erfolgte auch die Bildung Minden-Ravensbergs 1719.
1722 wurden die Verwaltungsaufgaben einer gemeinsamen Regierung, der Kriegs- und Domänenkammer zu Minden, übertragen. Formal bestanden zwar beide Territorien mitsamt ihrer Gliederung in Ämter und Vogteien weiter, verwaltungstechnisch bedeutsamer wurden aber die sich nach 1722 herausbildenden vier landrätlichen Bezirke (jeweils zwei für Ravensberg und Minden), denen jeweils ein Landrat vorstand. Der preußische Staat förderte Leinenherstellung und -handel, so dass sich das Gebiet rasch zu einer dichtbesiedelten, protoindustriellen Gewerberegion mit Bielefeld als Wirtschaftszentrum entwickelte. 
1807 geriet das Gebiet in den napoleonischen Machtbereich und hörte als Verwaltungseinheit auf zu bestehen. Bis 1810 lag das Gebiet vollständig im Königreich Westphalen (Departement der Weser), ab 1811 gehörte der Norden Minden-Ravensbergs zum Kaiserreich Frankreich (Departement der Oberen Ems). Bereits 1813/15 wieder an Preußen gelangt, fand es nach einer Übergangszeit im Zivilgouvernement zwischen Weser und Rhein im Regierungsbezirk Minden, nun unter Einschluss südostwestfälischer Gebiete um Paderborn, seinen Nachfolger. Dabei wurden im Gebiet Minden-Ravensbergs folgende Kreise gebildet: Bielefeld, Bünde, Halle (Westf.), Herford, Minden (Stadt Minden bis 1817 eigener Stadtkreis) und Rahden. 
Der Raum Minden-Ravensberg blieb als Teilregion Westfalens mit eigenem Charakter auch weiterhin erkennbar, der Name geläufig. Neben der intensiven wirtschaftlichen Entwicklung trug dazu die lutherische Erweckungsbewegung bei, die etwa zwischen 1750 und 1950 in der Region ein vertieftes christliches Lebensgefühl hervorbrachte.
Wirtschaftlich und sozial stürzte Minden-Ravensberg um 1830 in eine schwere Krise, als das hiesige, sich auf Heimarbeit gründende Leinengewerbe infolge der Mechanisierung sich als nicht mehr konkurrenzfähig erwies. Große Bevölkerungsteile wurden arbeitslos und litten bittere Not, viele wanderten nach Amerika aus. Der umfassende Ausbau des Eisenbahnnetzes, besonders der Bau der Köln-Mindener Eisenbahn 1847 mitten durch das Gebiet, leitete eine umfassende, breitgefächerte Industrialisierung ein, welche die zahlreichen Arbeitslosen bald integrieren konnte. Wichtige Sparten sind bis heute Textilindustrie, Maschinenbau, Möbel-, Nahrungsmittel-, zeitweilig auch Zigarrenindustrie. Auch gab es Steinkohlen- und Eisenstein-Bergbau.
Die Prägung durch Religion einerseits und Industrialisierung andererseits zeigte sich auch im politischen Leben Minden-Ravensbergs. Bei den Reichstagswahlen ab 1867 konnten die Sozialdemokraten erst kurz vor dem Ersten Weltkrieg zu den lange dominierenden Christlich-Konservativen aufschließen. Bis dahin war das konservative Milieu bestimmend, was auch die antisemitische Agitation mit einschloss. Politisch aktiv war auch der die Interessen der Großagrarier vertretende Bund der Landwirte, der auch gegen die Christlich-Konservativen agitierte. Das konservative Wählerpotential bescherte 1930–33 den Nationalsozialisten überdurchschnittliche Wahlerfolge. Nach dem Zweiten Weltkrieg schließlich blieb das Gebiet rund 50 Jahre lang unangefochtene SPD-Domäne.
Nach 1945 kam der Begriff Minden-Ravensberg zunehmend außer Gebrauch. Gründe waren zum einen die weitergehende Modernisierung, welche die bisherigen traditionellen und religiösen Bindungen abschwächte. Hinzu kam, dass das hiesige Regionalbewusstsein immer in Konkurrenz mit anderen Identitäten stand und daher vergleichsweise schwach ausgeprägt war. Die Minden-Ravensberger waren schon sehr früh zu (Brandenburg-)Preußen gekommen und konnten sich als Protestanten problemlos mit der Erfolgsgeschichte dieses Staates identifizieren, desgleichen seit 1871 mit dem preußisch dominierten Deutschen Kaiserreich. In katholischen Gegenden Westfalens (Münsterland, Paderborn) dagegen wurde die regionale Identität als Abgrenzung gegen das ungeliebte Preußen bewusst gepflegt. 
Eine gewisse Zäsur stellte die nordrhein-westfälische Gebietsreform 1969–74 dar, welche die preußische Verwaltungseinteilung wesentlich veränderte und infolge derer sich die historischen Grenzen Minden-Ravensbergs auch nicht mehr wie bisher vollständig in den Kreisgrenzen wiederfinden lassen. Etwa seit 1980 besteht das Bemühen, im Rahmen des Regierungsbezirks Detmold mit Ostwestfalen-Lippe ein neues Regionalbewusstsein zu schaffen, womit bezeichnenderweise die Minden-Ravensberger am wenigsten Probleme zu haben scheinen. Damit hat der Begriff Minden-Ravensberg heute praktisch nur noch historischen Charakter.

## Kammerpräsidenten 1723–1807

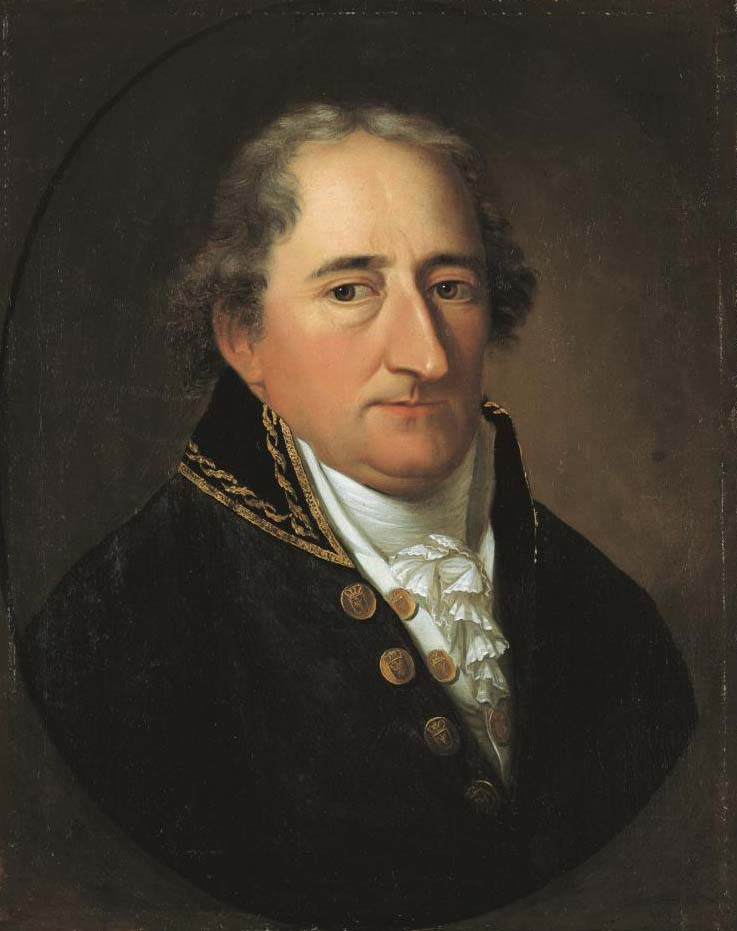
Freiherr vom und zum Stein (Gemälde von Johann Christoph Rincklage)

Die Kammerpräsidenten der Kriegs- und Domänenkammer waren:
- 1723–1725: Heinrich Wennemar von Merode
- 1725–1738: Friedrich Wilhelm von Borcke
- ?   –1745: Alexander Samuel von Loeben
- 1758–1761: Valentin von Massow
- 1763–1771: Karl Friedrich von Dacheröden
- 1771–1794: Franz Traugott Friedrich Wilhelm von Breitenbauch
- 1796–1803: Heinrich Friedrich Karl vom und zum Stein
- 1805–1807: Friedrich von Hövel

## Weitere Verwendung des Namens
- Der Minden-Ravensberger, Periodikum zur Heimatkunde und Regionalgeschichte
- Verkehrsbetriebe Minden-Ravensberg (VMR)
- BKK Herford Minden Ravensberg.
- historisch: Elektrizitätswerk Minden-Ravensberg (EMR)
- Johanniter-Unfall-Hilfe e. V. (JUH), Regionalverband Minden-Ravensberg
- Kommunales Rechenzentrum Minden-Ravensberg/Lippe